# FIS Ladies Winter Tournee 2010
FIS Ladies Winter Tournee 2010 (niem. 11. FIS-Ladies-Winter-Tournee) – jedenasta edycja FIS Ladies Winter Tournee, przeprowadzona w sezonie 2009/2010 na skoczniach w Niemczech. 
Początek turnieju nastąpił 2 stycznia 2010, podczas zawodów indywidualnych na skoczni w Baiersbronn. Następnego dnia na tym samym obiekcie odbył się drugi konkurs indywidualny. Trzy dni później rozegrano konkurs indywidualny na skoczni w Schonach. Turniej miał zakończyć się 10 stycznia dwoma konkursami na obiekcie w Braunlage, jednak z powodu złej pogody nie odbyły się.
Pierwszy konkurs indywidualny wygrała Carina Vogt, a następny Daniela Iraschko. Trzecie i zarazem ostatnie zmagania indywidualne wygrała ponownie Daniela Iraschko. Zwyciężczynią jedenastej edycji turnieju została po raz piąty Daniela Iraschko, która zdobyła najwięcej punktów w klasyfikacji łącznej FIS Ladies Winter Tournee. Na drugim stopniu podium w generalnej klasyfikacji turnieju stanęła Anette Sagen, a na trzecim – Ulrike Gräßler.
W cyklu wystartowały łącznie 62 zawodniczki z trzynastu narodowych reprezentacji.

## Przed FIS Ladies Winter Tournee

### Organizacja
Organizatorem pierwszego i drugiego konkursu, które odbyły się w Baiersbronn, odpowiedzialny był miejscowy klub SV Baiersbronn. Kolejny konkurs, który przeprowadzono w Schonach, odbył się dzięki klubowi narciarskiemu - SC Schönwald. Organizatorem przedostatniego i ostatniego z konkursów, które miały odbyć się w Braunlage, był lokalny klub narciarski WSV Braunlage.

### Tło zawodów
Do 1998 roku Międzynarodowa Federacja Narciarska nie organizowała żadnych konkursów kobiecych. Zdarzało się jednak, że skoczkinie startowały w roli przedskoczków w zawodach mężczyzn lub występowały jako zawodniczki, ale nie były klasyfikowane. W styczniu 1998 w Sankt Moritz odbyły się nieoficjalne mistrzostwa świata juniorek, które są uznawane za pierwsze międzynarodowe zawody kobiece. W marcu tego samego roku odbyły się natomiast pierwsze seniorskie zawody kobiet pod egidą Międzynarodowej Federacji Narciarskiej – dwa konkursy Pucharu Kontynentalnego w Schönwaldzie. W kolejnym sezonie po raz pierwszy zorganizowano FIS Ladies Grand Tournee, będący pierwszym międzynarodowym cyklem zawodów kobiet, rozgrywanym przez Międzynarodową Federację Narciarską. W sezonie 2004/2005 cykl został wcielony jako część Pucharu Kontynentalnego.
Spośród zawodniczek startujących w FIS Ladies Winter Tournee w 2010, czterdzieści dwie brały udział w poprzedniej – dziesiątej edycji turnieju. Wśród zawodniczek sklasyfikowanych w pierwszej dwudziestce poprzedniej edycji, na stracie zabrakło drugiej Maji Vtič, siódmej Izumi Yamady, jedenastej Katie Willis, szesnastej Avery Ardovino i dwudziestej Lisy Rexhäuser. Zwyciężczynią FIS Ladies Grand Prix 2008 była Anette Sagen przed Mają Vtič i Atsuko Tanaką.
Przed turniejem zostało rozegranych sześć konkursów Pucharu Kontynentalnego, cztery z nich wygrała Daniela Iraschko, a po jednym Anette Sagen i Ulrike Gräßler. Liderką klasyfikacji była Daniela Iraschko z przewagą 44 punktów nad Ulrike Gräßler i 64 nad Anette Sagen. Oprócz tych trzech zawodniczek na podium konkursu stawała tylko Line Jahr. W poprzednich edycjach turnieju czterokrotnie zwyciężała Daniela Iraschko (2000, 2001, 2002, 2005) i Anette Sagen (2003, 2004, 2006, 2008), raz wygrała Austriaczka Sandra Kaiser (1999), Amerykanka Lindsey Van (2007) i cztery razy stawała na podium klasyfikacji generalnej cyklu (w 2003, 2004, 2005, 2006).

#### Klasyfikacja Pucharu Kontynentalnego przed rozpoczęciem turnieju
Poniżej znajduje się klasyfikacja Pucharu Kontynentalnego w skokach narciarskich przed rozpoczęciem FIS Ladies Winter Tournee 2010, czyli po przeprowadzeniu sześciu konkursów indywidualnych.
| Klasyfikacja generalna PK przed FIS Ladies Winter Tournee | Klasyfikacja generalna PK przed FIS Ladies Winter Tournee | Klasyfikacja generalna PK przed FIS Ladies Winter Tournee | Klasyfikacja generalna PK przed FIS Ladies Winter Tournee | Klasyfikacja generalna PK przed FIS Ladies Winter Tournee |
| Miejsce                                                   | Zawodniczka                                               | Reprezentacja                                             | Punkty                                                    | Strata do liderki                                         |
| --------------------------------------------------------- | --------------------------------------------------------- | --------------------------------------------------------- | --------------------------------------------------------- | --------------------------------------------------------- |
| 1.                                                        | Daniela Iraschko                                          | Austria                                                   | 504                                                       | –                                                         |
| 2.                                                        | Ulrike Gräßler                                            | Niemcy                                                    | 460                                                       | 44                                                        |
| 3.                                                        | Anette Sagen                                              | Norwegia                                                  | 440                                                       | 64                                                        |
| 4.                                                        | Sarah Hendrickson                                         | Stany Zjednoczone                                         | 270                                                       | 234                                                       |
| 5.                                                        | Line Jahr                                                 | Norwegia                                                  | 243                                                       | 261                                                       |
| 6.                                                        | Eva Logar                                                 | Słowenia                                                  | 198                                                       | 306                                                       |
| 7.                                                        | Jacqueline Seifriedsberger                                | Austria                                                   | 197                                                       | 307                                                       |
| 8.                                                        | Juliane Seyfarth                                          | Niemcy                                                    | 185                                                       | 319                                                       |
| 9.                                                        | Sara Takanashi                                            | Japonia                                                   | 170                                                       | 334                                                       |
| 10.                                                       | Melanie Faißt                                             | Niemcy                                                    | 156                                                       | 348                                                       |
| 11.                                                       | Evelyn Insam                                              | Włochy                                                    | 141                                                       | 363                                                       |
| 12.                                                       | Alissa Johnson                                            | Stany Zjednoczone                                         | 134                                                       | 370                                                       |
| 13.                                                       | Bigna Windmüller                                          | Szwajcaria                                                | 110                                                       | 394                                                       |
| 14.                                                       | Ayumi Watase                                              | Japonia                                                   | 102                                                       | 402                                                       |
| 15.                                                       | Jessica Jerome                                            | Stany Zjednoczone                                         | 97                                                        | 407                                                       |
| 16.                                                       | Sabrina Windmüller                                        | Szwajcaria                                                | 96                                                        | 408                                                       |
| 17.                                                       | Yūki Itō                                                  | Japonia                                                   | 95                                                        | 409                                                       |
| 18.                                                       | Špela Rogelj                                              | Słowenia                                                  | 89                                                        | 415                                                       |
| 19.                                                       | Rieko Kanai                                               | Japonia                                                   | 83                                                        | 421                                                       |
| 20.                                                       | Helena Olsson Smeby                                       | Norwegia                                                  | 77                                                        | 427                                                       |
| 21.                                                       | Abby Hughes                                               | Stany Zjednoczone                                         | 74                                                        | 430                                                       |
| 22.                                                       | Lisa Demetz                                               | Włochy                                                    | 70                                                        | 434                                                       |
| 22.                                                       | Michaela Doleželová                                       | Czechy                                                    | 70                                                        | 434                                                       |
| 24.                                                       | Jenna Mohr                                                | Niemcy                                                    | 68                                                        | 436                                                       |
| 25.                                                       | Anna Häfele                                               | Niemcy                                                    | 43                                                        | 461                                                       |
| 26.                                                       | Gyda Enger                                                | Norwegia                                                  | 32                                                        | 472                                                       |
| 27.                                                       | Katharina Keil                                            | Austria                                                   | 24                                                        | 480                                                       |
| 28.                                                       | Lara Thomae                                               | Holandia                                                  | 19                                                        | 485                                                       |
| 29.                                                       | Julia Kykkänen                                            | Finlandia                                                 | 18                                                        | 486                                                       |
| 29.                                                       | Elena Runggaldier                                         | Włochy                                                    | 18                                                        | 486                                                       |
| 31.                                                       | Wendy Vuik                                                | Holandia                                                  | 17                                                        | 487                                                       |
| 32.                                                       | Anja Tepeš                                                | Słowenia                                                  | 11                                                        | 493                                                       |
| 33.                                                       | Maren Lundby                                              | Norwegia                                                  | 6                                                         | 498                                                       |
| 33.                                                       | Irina Taktajewa                                           | Rosja                                                     | 6                                                         | 498                                                       |
| 35.                                                       | Silje Sprakehaug                                          | Norwegia                                                  | 2                                                         | 502                                                       |
| 35.                                                       | Cornelia Roider                                           | Norwegia                                                  | 2                                                         | 502                                                       |
| 37.                                                       | Vladěna Pustková                                          | Czechy                                                    | 1                                                         | 503                                                       |

## Zasady
Zasady obowiązujące w FIS Ladies Grand Tournee są takie same, jak podczas zawodów Pucharu Świata, czy Pucharu Kontynentalnego.
Do klasyfikacji generalnej FIS Ladies Winter Tournee zaliczane były noty punktowe zdobyte przez zawodniczki podczas konkursów.
Skoki oceniane były w taki sam sposób, jak podczas zawodów Pucharu Świata, czy Pucharu Kontynentalnego. Za osiągnięcie odległości równej punktowi konstrukcyjnemu zawodniczka otrzymywała 60 punktów. Za każdy dodatkowy metr uzyskiwała dodatkowo 2 punkty, i analogicznie za każdy metr poniżej punktu K minus 2 punkty. Ponadto, styl skoku i lądowania podlegał ocenie przez pięciu sędziów wybranych przez FIS, którzy mogli przyznać maksymalnie po 20 punktów. Dwie skrajne noty (najwyższa i najniższa) nie wliczane były do noty końcowej.

## Skocznie
Konkursy FIS Ladies Winter Tournee 2010 przeprowadzone zostały na dwóch skoczniach narciarskich – Große Ruhestein w Baiersbronn, oraz Adlerschanze w Schönwaldzie. Wszystkie obiekty były skoczniami normalnymi.
|  | Nazwa skoczni     | Miejscowość | Punkt K | HS     | Rekord skoczni | Rekord skoczni | Rekord skoczni |
|  | ----------------- | ----------- | ------- | ------ | -------------- | -------------- | -------------- |
|  | Große Ruhestein   | Baiersbronn | K-85    | HS 90  | 95,0 m         | Julian Wölfle  | 12.01.2008     |
|  | Langenwaldschanze | Schonach    | K-95    | HS 106 | 101,0 m        | Mario Stecher  | 03.01.2009     |

## Jury
Głównymi dyrektorami konkursów w ramach FIS Ladies Winter Tournee byli kolejno: Fritz Bischoff, ponownie Fritz Bischoff i Uli Gasche. Sędzią technicznym podczas pierwszych dwóch konkursów w Baiersbronn, oraz ostatniego w Schonach był Pierre Bailly, a jego asystentem – Gert Aigmüller.
W poniższej tabeli znajduje się zestawienie wszystkich sędziów, którzy oceniali styl skoków podczas konkursów FIS Ladies Winter Tournee 2010 wraz z zajmowanymi przez nich miejscami na wieży sędziowskiej.
| Sędzia             | Kraj       | Stanowisko na wieży sędziowskiej | Stanowisko na wieży sędziowskiej | Stanowisko na wieży sędziowskiej | Stanowisko na wieży sędziowskiej |
| Sędzia             | Kraj       | Baiersbronn                      | Baiersbronn                      | Schonach                         |                                  |
| ------------------ | ---------- | -------------------------------- | -------------------------------- | -------------------------------- | -------------------------------- |
| Ernst Bösch        | Szwajcaria | A                                | D                                | –                                |                                  |
| Fredy Guignard     | Szwajcaria | –                                | –                                | C                                |                                  |
| Michael Lais       | Niemcy     | –                                | –                                | A                                |                                  |
| Ernst Marpe        | Niemcy     | E                                | A                                | –                                |                                  |
| Jörg Schmieder     | Niemcy     | D                                | C                                | E                                |                                  |
| Konrad Schmiederer | Niemcy     | B                                | E                                | B                                |                                  |
| Peter Weise        | Niemcy     | C                                | B                                | D                                |                                  |

## Podium klasyfikacji łącznej
| Zawodniczka      | Baiersbronn | Baiersbronn | Baiersbronn | Baiersbronn | Baiersbronn | Baiersbronn | Schonach | Schonach | Schonach | Nota łączna | Strata |
| Zawodniczka      | Skok 1      | Skok 2      | Nota        | Skok 1      | Skok 2      | Nota        | Skok 1   | Skok 2   | Nota     | Nota łączna | Strata |
| ---------------- | ----------- | ----------- | ----------- | ----------- | ----------- | ----------- | -------- | -------- | -------- | ----------- | ------ |
| Daniela Iraschko | 91,5 m      | 91,0 m      | 244,5       | 95,0 m      | 88,0 m      | 253,5       | 95,5 m   | 90,0 m   | 241,0    | 739,0       | –      |
| Anette Sagen     | 93,5 m      | 85,5 m      | 242,5       | 93,5 m      | 86,5 m      | 244,0       | 89,0 m   | 92,0 m   | 226,0    | 712,5       | 26,5   |
| Ulrike Gräßler   | 94,0 m      | 84,5 m      | 224,5       | 93,5 m      | 87,5 m      | 243,5       | 91,0 m   | 89,0 m   | 220,5    | 688,5       | 50,5   |

## Przebieg zawodów

### Baiersbronn

#### Pierwszy konkurs (indywidualny)

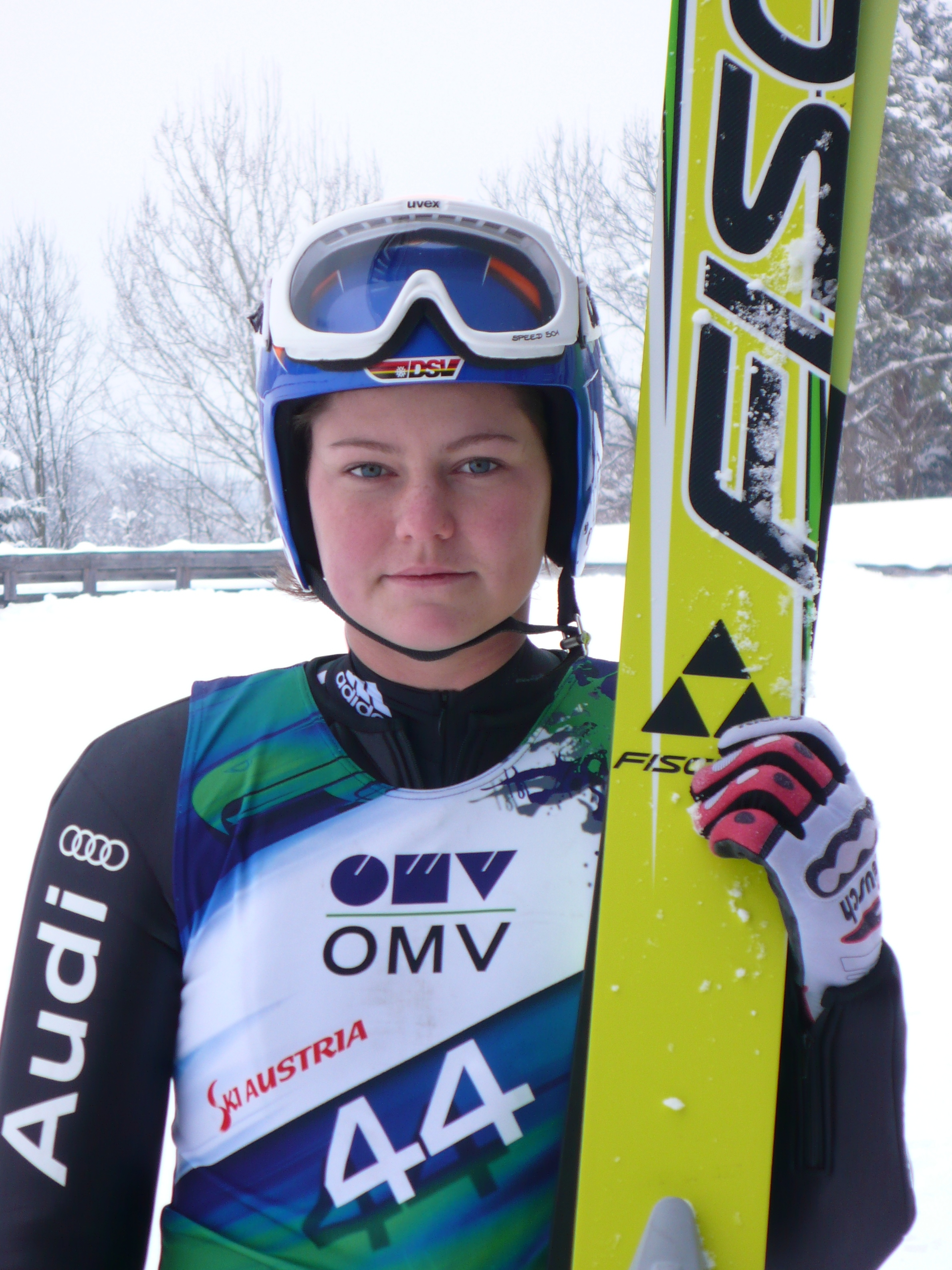
Carina Vogt – zwyciężczyni inauguracyjnego konkursu FIS Ladies Winter Tournee oraz czwarta zawodniczka klasyfikacji łącznej.

Pierwszy z konkursów indywidualnych, przeprowadzony w ramach FIS Ladies Winter Tournee, odbył się na obiekcie normalnym w Baiersbronn. W pierwszej serii konkursowej trzynastu zawodniczkom udało się osiągnąć odległość powyżej, bądź równą punktowi konstrukcyjnemu, umieszczonemu na 85 metrze. Pierwszą która tego dokonała, była skacząca z numerem 20 Carina Vogt, która skoczyła 94,0 metry. Jak się później okazało był to jeden z najdłuższych skoków całego konkursu, podobną odległość uzyskała Ulrike Gräßler, jednak dostała zdecydowanie gorsze noty za styl. Jeszcze trzem zawodniczkom udało się uzyskać odległości powyżej 90 metrów. Skacząca z numerem 56 Line Jahr, skoczyła 92 metry, a półtora metra dalej lądowała jej rodaczka Anette Sagen. Skacząca po Norweżkach Daniela Iraschko (91,5 m) także uzyskała odległość 90 metrową. Notę łączną powyżej 120 punktów uzyskały jeszcze dwie zawodniczki: Jessica Jerome (120,5 punktu) i Jacqueline Seifriedsberger (120,0 punktów). Po pierwszej serii liderką była Sagen, z 6,0 punktami przewagi nad Vogt i Jahr.
W serii finałowej, czterem zawodniczkom udało się uzyskać odległość powyżej 85 metrów. Pierwszą która tego dokonała była osiemnasta po pierwszej serii Eva Logar (85,5 m), co pozwoliło jej na awans o siedem pozycji w klasyfikacji generalnej konkursu. Odległościowo lepszy o 5,5 metra rezultat uzyskała, plasująca się na szóstym miejscu Daniela Iraschko, i awansowała o pięć pozycji w stosunku do pierwszej serii. Skacząca jako przedostatnia Niemka Vogt (88,5 m), uzyskała trzy metry lepszy rezultat, niż plasująca się przed nią Norweżka, co pozwoliło jej awansować o jedną pozycję w stosunku do pierwszej serii. Konkurs wygrała zatem Vogt z przewagą 0,5 punktu nad Iraschko, i 2,5 nad Sagen.
Z konkursu została zdyskwalifikowana Niemka Veronika Zobel i Czeszka Lucie Míková.
Ze startu zrezygnowały : Niemka Nancy Brückner, Włoszka Simona Senoner, Norweżka Silje Sprakehaug, Włoszka Evelyn Insam.
Zawodniczki w pierwszej serii skakały z trzeciej belki startowej, a w drugiej z minus pierwszej. Podczas zawodów występowało częściowe zachmurzenie, temperatura powietrza wynosiła –7,0 °C, a temperatura śniegu –5,5 °C.

##### Wyniki zawodów (02.01.2010)
| 1.  | Carina Vogt                | Niemcy            | 94,0 | 125,0 | 88,5 | 120,0 | 245,0 |
| 2.  | Daniela Iraschko           | Austria           | 91,5 | 119,5 | 91,0 | 125,0 | 244,5 |
| 3.  | Anette Sagen               | Norwegia          | 93,5 | 131,0 | 85,5 | 111,5 | 242,5 |
| 4.  | Line Jahr                  | Norwegia          | 92,0 | 125,0 | 84,0 | 110,5 | 235,5 |
| 5.  | Elena Runggaldier          | Włochy            | 85,5 | 113,5 | 84,5 | 113,0 | 226,5 |
| 6.  | Alissa Johnson             | Stany Zjednoczone | 86,5 | 114,5 | 84,0 | 111,0 | 225,5 |
| 7.  | Jacqueline Seifriedsberger | Austria           | 88,0 | 120,0 | 81,0 | 105,0 | 225,0 |
| 8.  | Ulrike Gräßler             | Niemcy            | 94,0 | 116,0 | 84,5 | 108,5 | 224,5 |
| 9.  | Coline Mattel              | Francja           | 86,5 | 112,5 | 83,5 | 110,5 | 223,0 |
| 10. | Jessica Jerome             | Stany Zjednoczone | 88,5 | 120,5 | 80,0 | 101,0 | 221,5 |
| 11. | Eva Logar                  | Słowenia          | 83,0 | 106,0 | 85,5 | 113,5 | 219,5 |
| 12. | Juliane Seyfarth           | Niemcy            | 86,0 | 115,5 | 79,0 | 100,0 | 215,5 |
| 12. | Magdalena Schnurr          | Niemcy            | 83,0 | 107,5 | 82,5 | 108,0 | 215,5 |
| 14. | Abby Hughes                | Stany Zjednoczone | 82,0 | 106,0 | 82,0 | 106,5 | 212,5 |
| 15. | Melanie Faißt              | Niemcy            | 86,0 | 116,0 | 77,5 | 96,0  | 212,0 |
| 16. | Jenna Mohr                 | Niemcy            | 84,5 | 111,5 | 78,5 | 98,0  | 209,5 |
| 17. | Bigna Windmüller           | Szwajcaria        | 87,5 | 116,0 | 75,5 | 91,0  | 207,0 |
| 18. | Špela Rogelj               | Słowenia          | 82,5 | 108,0 | 78,5 | 98,0  | 206,0 |
| 19. | Michaela Doleželová        | Czechy            | 83,5 | 107,5 | 78,0 | 96,0  | 203,5 |
| 20. | Sabrina Windmüller         | Szwajcaria        | 81,0 | 103,0 | 80,0 | 100,0 | 203,0 |
| 21. | Anna Rupprecht             | Niemcy            | 81,5 | 102,5 | 78,0 | 96,5  | 199,0 |
| 22. | Lisa Demetz                | Włochy            | 78,5 | 97,0  | 80,0 | 101,0 | 198,0 |
| 23. | Svenja Würth               | Niemcy            | 82,0 | 105,5 | 75,5 | 90,5  | 196,0 |
| 23. | Roberta D'Agostina         | Włochy            | 81,5 | 103,5 | 76,0 | 92,5  | 196,0 |
| 25. | Ramona Straub              | Niemcy            | 80,5 | 102,0 | 76,0 | 91,5  | 193,5 |
| 26. | Caroline Espiau            | Francja           | 80,0 | 100,5 | 74,5 | 84,5  | 185,0 |
| 27. | Salome Fuchs               | Szwajcaria        | 78,5 | 98,0  | 72,5 | 84,0  | 182,0 |
| 28. | Anna Häfele                | Niemcy            | 79,0 | 98,0  | 70,5 | 80,0  | 178,0 |
| 28. | Léa Lemare                 | Francja           | 79,5 | 98,0  | 70,5 | 80,0  | 178,0 |
| 30. | Anna Kienzer               | Austria           | 80,5 | 101,0 | 67,0 | 71,0  | 172,0 |
| 31. | Karin Friberg              | Stany Zjednoczone | 78,5 | 94,0  | –    | –     | 94,0  |
| 31. | Franziska Schubert         | Niemcy            | 79,0 | 94,0  | –    | –     | 94,0  |
| 33. | Julia Kykkänen             | Finlandia         | 78,0 | 93,0  | –    | –     | 93,0  |
| 33. | Anja Tepeš                 | Słowenia          | 77,0 | 93,0  | –    | –     | 93,0  |
| 35. | Cornelia Roider            | Austria           | 76,5 | 91,5  | –    | –     | 91,5  |
| 36. | Maren Lundby               | Norwegia          | 75,5 | 90,5  | –    | –     | 90,5  |
| 37. | Barbara Stuffer            | Włochy            | 75,5 | 90,0  | –    | –     | 90,0  |
| 38. | Vladěna Pustková           | Czechy            | 73,5 | 86,5  | –    | –     | 86,5  |
| 39. | Melanie Häckert            | Niemcy            | 72,5 | 83,0  | –    | –     | 83,0  |
| 40. | Manja Pograjc              | Słowenia          | 73,5 | 82,5  | –    | –     | 82,5  |
| 41. | Katharina Althaus          | Niemcy            | 71,5 | 80,5  | –    | –     | 80,5  |
| 42. | Gyda Enger                 | Norwegia          | 70,5 | 78,5  | –    | –     | 78,5  |
| 43. | Lucienne Höppner           | Niemcy            | 69,5 | 75,5  | –    | –     | 75,5  |
| 44. | Katharina Keil             | Austria           | 69,0 | 73,0  | –    | –     | 73,0  |
| 45. | Elisa Gronau               | Niemcy            | 67,5 | 70,5  | –    | –     | 70,5  |
| 46. | Lea Wallewein              | Niemcy            | 65,0 | 66,0  | –    | –     | 66,0  |
| 47. | Julia Clair                | Francja           | 73,5 | 65,0  | –    | –     | 65,0  |
| 48. | Esther Steindl             | Austria           | 64,0 | 63,5  | –    | –     | 63,5  |
| 49. | Sarah Pöppel               | Niemcy            | 63,5 | 61,0  | –    | –     | 61,0  |
| 50. | Verena Pock                | Austria           | 60,5 | 53,0  | –    | –     | 53,0  |
| 51. | Clara Gritsch              | Austria           | 59,0 | 50,5  | –    | –     | 50,5  |
| 52. | Veronica Gianmoena         | Włochy            | 54,5 | 41,5  | –    | –     | 41,5  |
| 52. | Jenny Löffler              | Niemcy            | 55,5 | 41,5  | –    | –     | 41,5  |

#### Drugi konkurs (indywidualny)

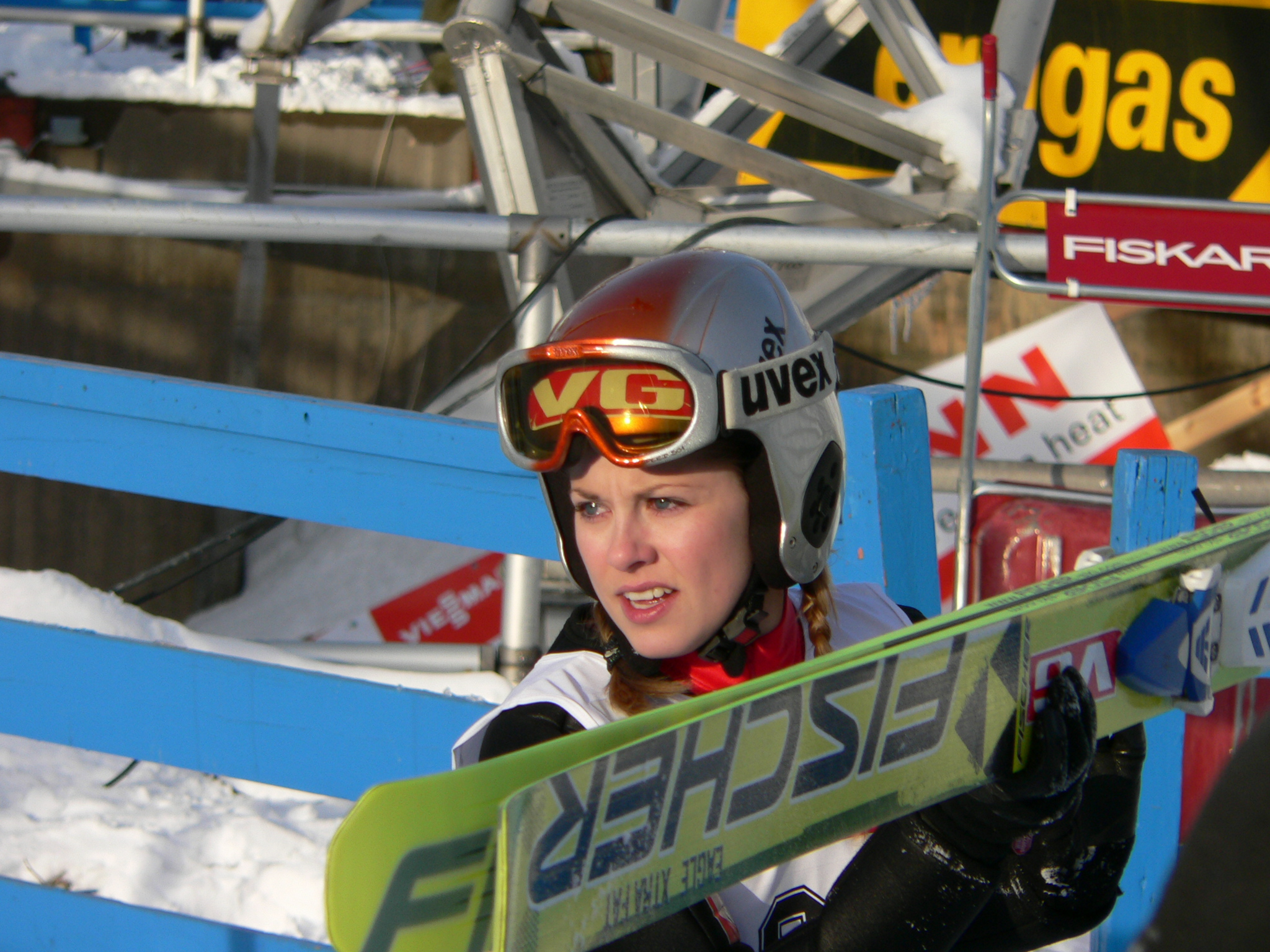
Anette Sagen – zwyciężczyni drugiego konkursu w Baiersbronn, druga zawodniczka klasyfikacji łącznej oraz zwyciężczyni poprzedniej edycji z 2008 roku.

Drugimi zawodami rozegranymi w ramach FIS Ladies Winter Tournee był konkurs indywidualny w Baiersbronn. W pierwszej serii pięciu zawodniczkom udało się uzyskać odległość powyżej punktu konstrukcyjnego, umieszczonego na 85 metrze. Najdalej w pierwszej serii skoczyła Daniela Iraschko (95,0 m), dzięki najdalszemu skokowi udało się jej prowadzić po pierwszej serii. Półtora metra gorzej od Austriaczki skoczyły Niemka Ulrike Gräßler i Norweżka Anette Sagen (93,5 m), obie uzyskały taką samą notę za styl i ex aequo zostały sklasyfikowane na drugim miejscu. Notę łączną powyżej 110 punktów uzyskały jeszcze cztery zawodniczki: Line Jahr (120,0 punktów), Jessica Jerome (113,5 punktu), Alissa Johnson (110,5 punktu) i Jacqueline Seifriedsberger (110,0 punktów). Po pierwszej serii na prowadzeniu była Iraschko, z przewagą 4,0 punktów nad Sagen i Gräßler.
W serii finałowej, czterem zawodniczkom udało się uzyskać odległość powyżej 85 metrów. Pierwszą która tego dokonała była skacząca jako dwudziesta siódma Line Jahr (85,0 m). Dzięki temu skokowi utrzymała swoją pozycję po pierwszej serii, w klasyfikacji końcowej konkursu na skoczni Große Ruhestein. Odległościowo nieco lepszy rezultat uzyskała, plasująca się ex aequo na drugim miejscu Anette Sagen (86,5 m), i to właśnie Norweżka wyprzedziła wcześniej wspomnianą Jahr. Skacząca tuż po niej Ulrike Gräßler, uzyskała o metr lepszą odległość, ale dostała gorsze noty za styl i uplasowała się pół punktu za Norweżką. Prowadząca po pierwszej serii Austriaczka Iraschko podobnie jak w pierwszej serii oddała najdalszy skok (88,0 m), i to właśnie ona wygrała konkurs z przewagą 9,5 punktu nad Segen. Trzecia była Ulrike Gräßler (10,0 punktów straty do Iraschko).
Z konkursu została zdyskwalifikowana Rosjanka Marija Zotowa, Francuska Léa Lemare i Niemka Anna Rupprecht.
Ze startu zrezygnowały Włoszka Simona Senoner i Norweżka Silje Sprakehaug.
Zawodniczki w pierwszej serii skakały z minus pierwszej belki startowej, a w drugiej z minus drugiej. Podczas zawodów było pochmurnie, temperatura powietrza wynosiła –6,5 °C, a temperatura śniegu –4,0 °C.

##### Wyniki zawodów (03.01.2010)
| 1.  | Daniela Iraschko           | Austria           | 95,0 | 132,0 | 88,0 | 121,5 | 253,5 |
| 2.  | Anette Sagen               | Norwegia          | 93,5 | 128,0 | 86,5 | 116,0 | 244,0 |
| 3.  | Ulrike Gräßler             | Niemcy            | 93,5 | 128,0 | 87,5 | 115,5 | 243,5 |
| 4.  | Line Jahr                  | Norwegia          | 88,0 | 120,0 | 85,0 | 113,0 | 233,0 |
| 5.  | Jessica Jerome             | Stany Zjednoczone | 85,0 | 113,5 | 81,0 | 104,0 | 217,5 |
| 6.  | Melanie Faißt              | Niemcy            | 83,5 | 109,5 | 81,5 | 105,5 | 215,0 |
| 7.  | Magdalena Schnurr          | Niemcy            | 81,0 | 104,5 | 82,5 | 108,0 | 212,5 |
| 8.  | Carina Vogt                | Niemcy            | 84,5 | 109,0 | 81,0 | 102,5 | 211,5 |
| 9.  | Evelyn Insam               | Włochy            | 81,0 | 101,5 | 82,0 | 105,0 | 206,5 |
| 10. | Špela Rogelj               | Słowenia          | 81,5 | 105,5 | 79,5 | 100,5 | 206,0 |
| 11. | Eva Logar                  | Słowenia          | 81,0 | 102,5 | 81,0 | 102,5 | 205,0 |
| 12. | Jacqueline Seifriedsberger | Austria           | 83,0 | 110,0 | 76,5 | 93,0  | 203,0 |
| 13. | Alissa Johnson             | Stany Zjednoczone | 83,5 | 110,5 | 74,5 | 88,0  | 198,5 |
| 14. | Coline Mattel              | Francja           | 80,0 | 102,5 | 77,0 | 95,5  | 198,0 |
| 15. | Jenna Mohr                 | Niemcy            | 76,5 | 93,0  | 81,0 | 103,5 | 196,5 |
| 16. | Sabrina Windmüller         | Szwajcaria        | 82,0 | 104,0 | 76,0 | 92,0  | 196,0 |
| 17. | Ramona Straub              | Niemcy            | 77,5 | 94,5  | 80,0 | 100,5 | 195,0 |
| 18. | Roberta D'Agostina         | Włochy            | 79,0 | 99,0  | 77,0 | 94,0  | 193,0 |
| 19. | Juliane Seyfarth           | Niemcy            | 75,5 | 91,0  | 80,0 | 101,0 | 192,0 |
| 19. | Abby Hughes                | Stany Zjednoczone | 79,0 | 99,0  | 76,5 | 93,0  | 192,0 |
| 21. | Elena Runggaldier          | Włochy            | 76,5 | 93,5  | 78,5 | 98,0  | 191,5 |
| 22. | Caroline Espiau            | Francja           | 79,0 | 96,5  | 77,0 | 91,0  | 187,5 |
| 23. | Bigna Windmüller           | Szwajcaria        | 78,5 | 97,0  | 73,5 | 85,5  | 182,5 |
| 23. | Anna Häfele                | Niemcy            | 77,5 | 95,5  | 74,0 | 87,0  | 182,5 |
| 25. | Gyda Enger                 | Norwegia          | 79,5 | 99,0  | 71,0 | 78,0  | 177,0 |
| 26. | Michaela Doleželová        | Czechy            | 74,0 | 87,5  | 75,0 | 87,5  | 175,0 |
| 27. | Franziska Schubert         | Niemcy            | 74,0 | 86,0  | 74,5 | 87,5  | 173,5 |
| 28. | Julia Clair                | Francja           | 76,5 | 91,0  | 70,0 | 76,0  | 167,0 |
| 29. | Manja Pograjc              | Słowenia          | 75,0 | 86,0  | 70,5 | 77,5  | 163,5 |
| 30. | Salome Fuchs               | Szwajcaria        | 73,5 | 87,0  | 67,0 | 71,5  | 158,5 |
| 31. | Svenja Würth               | Niemcy            | 72,0 | 83,0  | –    | –     | 83,0  |
| 31. | Melanie Häckert            | Niemcy            | 72,5 | 83,0  | –    | –     | 83,0  |
| 33. | Lisa Demetz                | Włochy            | 72,0 | 82,0  | –    | –     | 82,0  |
| 33. | Cornelia Roider            | Austria           | 72,5 | 82,0  | –    | –     | 82,0  |
| 35. | Maren Lundby               | Norwegia          | 71,5 | 81,5  | –    | –     | 81,5  |
| 36. | Anja Tepeš                 | Słowenia          | 71,0 | 80,5  | –    | –     | 80,5  |
| 37. | Katharina Keil             | Austria           | 70,0 | 78,5  | –    | –     | 78,5  |
| 37. | Julia Kykkänen             | Finlandia         | 70,0 | 78,5  | –    | –     | 78,5  |
| 39. | Karin Friberg              | Stany Zjednoczone | 71,5 | 78,0  | –    | –     | 78,0  |
| 40. | Vladěna Pustková           | Czechy            | 68,5 | 74,5  | –    | –     | 74,5  |
| 41. | Irina Taktajewa            | Rosja             | 68,5 | 74,0  | –    | –     | 74,0  |
| 42. | Lucienne Höppner           | Niemcy            | 68,5 | 73,5  | –    | –     | 73,5  |
| 42. | Jenny Löffler              | Niemcy            | 69,0 | 73,5  | –    | –     | 73,5  |
| 44. | Lea Wallewein              | Niemcy            | 68,0 | 69,0  | –    | –     | 69,0  |
| 45. | Anna Kienzer               | Austria           | 66,5 | 68,5  | –    | –     | 68,5  |
| 46. | Lucie Míková               | Czechy            | 67,0 | 67,5  | –    | –     | 67,5  |
| 47. | Katharina Althaus          | Niemcy            | 63,5 | 64,5  | –    | –     | 64,5  |
| 48. | Veronika Zobel             | Niemcy            | 62,0 | 60,5  | –    | –     | 60,5  |
| 49. | Sarah Pöppel               | Niemcy            | 61,0 | 57,0  | –    | –     | 57,0  |
| 50. | Elisa Gronau               | Niemcy            | 61,0 | 56,0  | –    | –     | 56,0  |
| 51. | Esther Steindl             | Austria           | 58,0 | 52,5  | –    | –     | 52,5  |
| 52. | Verena Pock                | Austria           | 57,5 | 47,5  | –    | –     | 47,5  |
| 53. | Anastasija Gładyszewa      | Rosja             | 56,5 | 44,0  | –    | –     | 44,0  |
| 54. | Barbara Stuffer            | Włochy            | 64,5 | 41,0  | –    | –     | 41,0  |
| 55. | Clara Gritsch              | Austria           | 53,5 | 39,5  | –    | –     | 39,5  |
| 56. | Veronica Gianmoena         | Włochy            | 51,0 | 33,0  | –    | –     | 33,0  |

### Schonach

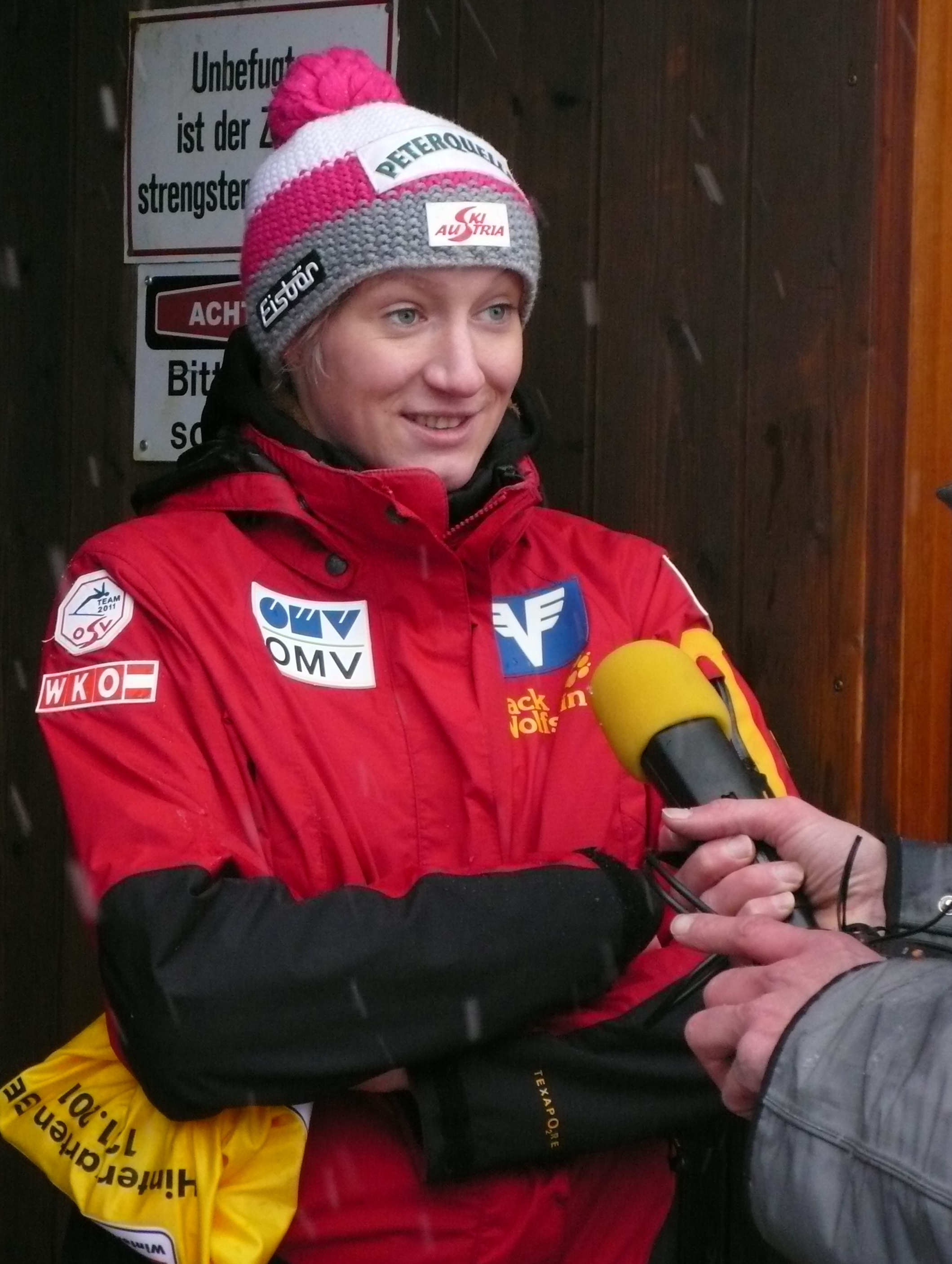
Daniela Iraschko – zwyciężczyni trzeciego konkursu indywidualnego w Schonach, klasyfikacji generalnej FLWT 2010 oraz klasyfikacji łącznej Pucharu Kontynentalnego w sezonie 2009/2010.

Trzy dni po drugim konkursie indywidualnym w Baiersbronn, przeprowadzony został trzeci indywidualny konkurs FLWT, na skoczni Langenwaldschanze (K-95). W pierwszej serii jednej zawodniczkom udało się uzyskać odległość powyżej, bądź równą punktowi konstrukcyjnemu, umieszczonemu na 95 metrze. Najdalej skoczyła Daniela Iraschko (95,5 m), przy notach punktowych po 18,5 punktu. Drugą odległość serii uzyskała Ulrike Gräßler (88,0 m), przy słabszych notach za styl niż Austriaczka. Dwa metry gorszy rezultat uzyskała Norweżka Anette Sagen, lecz dostała słabe noty za styl i uzyskała 5,0 punktów mniej niż Niemka. Metr słabiej skoczyła Carina Vogt, lecz dostała lepsze noty za styl i została sklasyfikowana ex aequo z Sagen. Na prowadzeniu po pierwszej serii była Iraschko, o 11,5 punktu przed Gräßler i 16,5 punktu przed Sagen i Vogt.
W serii finałowej wystartowało trzydzieści zawodniczek, spośród których żadnej nie udało się osiągnąć odległości powyżej punktu konstrukcyjnego umieszczonego na 95 metrze. Najdalej w drugiej serii lądowała trzecia po pierwszej serii Carina Vogt, która skoczyła 94,0 metrów, dzięki czemu awansowała o jedną pozycję w klasyfikacji generalnej. Sklasyfikowana ex aequo z Niemką Anette Sagen uzyskała 92,0 metry, i uplasowała się trzy punkty za Niemką. Wiceliderka po pierwszej serii - Ulrike Gräßler (89,0 m) oddała nieco gorszy skok i spadła w klasyfikacji o trzy pozycję. Prowadząca po pierwszej serii Daniela Iraschko (90,0 m), uzyskała trzecią notę drugiej serii i pewnie wygrała konkurs w Schonach. Druga ze stratą 12,0 punktów była Vogt, a trzecia Sagen z 15,0 punktami straty.
Ze startu zrezygnowały Włoszki Simona Senoner i Roberta D'Agostina.
Zawodniczki w pierwszej serii skakały z szesnastej belki startowej, a w drugiej z piętnastej. Podczas zawodów było pochmurnie, temperatura powietrza wynosiła –5,0 °C, a temperatura śniegu –5,0 °C.

#### Wyniki zawodów (06.01.2010)
| 1.  | Daniela Iraschko           | Austria           | 95,5 | 126,0 | 90,0 | 115,0 | 241,0 |
| 2.  | Carina Vogt                | Niemcy            | 88,0 | 109,5 | 94,0 | 119,5 | 229,0 |
| 3.  | Anette Sagen               | Norwegia          | 89,0 | 109,5 | 92,0 | 116,5 | 226,0 |
| 4.  | Juliane Seyfarth           | Niemcy            | 87,0 | 107,0 | 90,0 | 114,0 | 221,0 |
| 5.  | Ulrike Gräßler             | Niemcy            | 91,0 | 114,5 | 89,0 | 106,0 | 220,5 |
| 6.  | Jacqueline Seifriedsberger | Austria           | 86,0 | 106,0 | 90,0 | 111,5 | 217,5 |
| 7.  | Coline Mattel              | Francja           | 86,5 | 105,5 | 87,5 | 109,0 | 214,5 |
| 8.  | Line Jahr                  | Norwegia          | 85,5 | 103,5 | 88,0 | 109,0 | 212,5 |
| 8.  | Evelyn Insam               | Włochy            | 85,5 | 101,0 | 90,0 | 111,5 | 212,5 |
| 10. | Abby Hughes                | Stany Zjednoczone | 84,5 | 101,5 | 87,5 | 108,5 | 210,0 |
| 11. | Bigna Windmüller           | Szwajcaria        | 85,0 | 102,0 | 87,0 | 106,5 | 208,5 |
| 12. | Špela Rogelj               | Słowenia          | 88,0 | 109,5 | 83,5 | 98,0  | 207,5 |
| 13. | Jessica Jerome             | Stany Zjednoczone | 84,5 | 101,0 | 86,5 | 106,0 | 207,0 |
| 14. | Magdalena Schnurr          | Niemcy            | 84,5 | 101,5 | 85,5 | 104,5 | 206,0 |
| 15. | Alissa Johnson             | Stany Zjednoczone | 82,5 | 96,0  | 87,5 | 108,5 | 204,5 |
| 16. | Ramona Straub              | Niemcy            | 84,0 | 99,0  | 85,5 | 103,5 | 202,5 |
| 17. | Caroline Espiau            | Francja           | 85,0 | 100,5 | 85,0 | 100,5 | 201,0 |
| 18. | Melanie Faißt              | Niemcy            | 82,5 | 95,5  | 86,5 | 104,0 | 199,5 |
| 19. | Eva Logar                  | Słowenia          | 84,0 | 98,5  | 83,0 | 96,5  | 195,0 |
| 20. | Michaela Doleželová        | Czechy            | 82,5 | 96,0  | 81,0 | 93,0  | 189,0 |
| 21. | Julia Clair                | Francja           | 80,5 | 92,5  | 82,5 | 96,0  | 188,5 |
| 22. | Jenna Mohr                 | Niemcy            | 80,5 | 91,5  | 82,0 | 95,0  | 186,5 |
| 23. | Lisa Demetz                | Włochy            | 81,5 | 94,5  | 80,5 | 90,5  | 185,0 |
| 24. | Atsuko Tanaka              | Kanada            | 80,5 | 90,0  | 82,5 | 94,0  | 184,0 |
| 25. | Svenja Würth               | Niemcy            | 80,0 | 90,0  | 81,0 | 93,0  | 183,0 |
| 26. | Lara Thomae                | Holandia          | 78,5 | 87,0  | 82,5 | 95,5  | 182,5 |
| 27. | Julia Kykkänen             | Finlandia         | 80,5 | 89,0  | 78,5 | 87,0  | 176,0 |
| 28. | Gyda Enger                 | Norwegia          | 80,0 | 90,0  | 77,5 | 84,5  | 174,5 |
| 29. | Cornelia Roider            | Austria           | 79,5 | 87,0  | 79,0 | 86,0  | 173,0 |
| 30. | Elena Runggaldier          | Włochy            | 82,5 | 97,0  | 73,0 | 71,5  | 168,5 |
| 31. | Wendy Vuik                 | Holandia          | 78,0 | 86,0  | –    | –     | 86,0  |
| 32. | Salome Fuchs               | Szwajcaria        | 77,5 | 85,5  | –    | –     | 85,5  |
| 33. | Vladěna Pustková           | Czechy            | 78,0 | 84,5  | –    | –     | 84,5  |
| 34. | Irina Taktajewa            | Rosja             | 77,5 | 83,0  | –    | –     | 83,0  |
| 34. | Barbara Stuffer            | Włochy            | 78,0 | 83,0  | –    | –     | 83,0  |
| 36. | Maren Lundby               | Norwegia          | 75,5 | 80,5  | –    | –     | 80,5  |
| 37. | Katharina Keil             | Austria           | 75,5 | 80,0  | –    | –     | 80,0  |
| 38. | Manja Pograjc              | Słowenia          | 74,5 | 78,0  | –    | –     | 78,0  |
| 39. | Léa Lemare                 | Francja           | 74,5 | 77,5  | –    | –     | 77,5  |
| 40. | Anja Tepeš                 | Słowenia          | 73,5 | 74,5  | –    | –     | 74,5  |
| 41. | Lucie Míková               | Czechy            | 72,0 | 71,5  | –    | –     | 71,5  |
| 42. | Anna Kienzer               | Austria           | 69,5 | 66,0  | –    | –     | 66,0  |
| 43. | Karin Friberg              | Stany Zjednoczone | 69,0 | 62,0  | –    | –     | 62,0  |
| 44. | Marija Zotowa              | Rosja             | 64,0 | 53,0  | –    | –     | 53,0  |
| 45. | Veronica Gianmoena         | Włochy            | 62,5 | 47,0  | –    | –     | 47,0  |
| 46. | Anastasija Gładyszewa      | Rosja             | 59,0 | 42,0  | –    | –     | 42,0  |
| 47. | Clara Gritsch              | Austria           | 58,0 | 41,0  | –    | –     | 41,0  |
| 48. | Esther Steindl             | Austria           | 52,0 | 24,5  | –    | –     | 24,5  |

### Braunlage

#### Konkursy indywidualne
Konkursy indywidualne które miały się odbyć pierwotnie 9 i 10 stycznia 2010 roku, na skoczni Wurmbergschanze w Braunlage zostały odwołane. Organizatorzy zdecydowali się aby przenieść niedzielny konkurs na piątek, jednak i tego konkursu nie udało się przeprowadzić. Powodem odwołania piątkowego konkursu był silny wiatr. Kolejne zmagania które miały odbyć się w sobotę, także nie doszły do skutku, tym razem powodem ich odwołania były intensywne opady śniegu. Sędziowie podjęli decyzję aby przeprowadzić chociaż jeden konkurs, tak jak to było pierwotnie planowane w niedzielę. Początek pierwszej serii planowany był na godzinę 11.00. W niedzielę także nie udało się przeprowadzić konkursu, z powodu silnego wiatru.

## Klasyfikacja generalna turnieju
Poniżej znajduje się końcowa klasyfikacja FIS Ladies Winter Tournee 2010 po przeprowadzeniu czterech konkursów. Łącznie, w tej edycji FIS Ladies Winter Tournee sklasyfikowanych zostały 62 zawodniczki z trzynastu państw.
| Miejsce | Zawodniczka                | Baiersbronn | Baiersbronn | Schonach   | Punkty | Strata do liderki |
| ------- | -------------------------- | ----------- | ----------- | ---------- | ------ | ----------------- |
| 01.     | Daniela Iraschko           | 244,5 (2)   | 253,5 (1)   | 241,0 (1)  | 739,0  | 0–                |
| 02.     | Anette Sagen               | 242,5 (3)   | 244,0 (2)   | 226,0 (3)  | 712,5  | 026,5             |
| 03.     | Ulrike Gräßler             | 224,5 (8)   | 243,5 (3)   | 220,5 (5)  | 688,5  | 050,5             |
| 04.     | Carina Vogt                | 245,0 (1)   | 211,5 (8)   | 229,0 (2)  | 685,5  | 053,5             |
| 05.     | Line Jahr                  | 235,5 (4)   | 233,0 (4)   | 212,5 (8)  | 681,0  | 058,0             |
| 06.     | Jessica Jerome             | 221,5 (10)  | 217,5 (5)   | 207,0 (13) | 646,0  | 093,0             |
| 07.     | Jacqueline Seifriedsberger | 225,0 (7)   | 203,0 (12)  | 217,5 (6)  | 645,5  | 093,5             |
| 08.     | Coline Mattel              | 223,0 (9)   | 198,0 (14)  | 214,5 (7)  | 635,5  | 103,5             |
| 09.     | Magdalena Schnurr          | 215,5 (12)  | 212,5 (7)   | 206,0 (14) | 634,0  | 105,0             |
| 10.     | Alissa Johnson             | 225,5 (6)   | 198,5 (13)  | 204,5 (15) | 628,5  | 110,5             |
| 10.     | Juliane Seyfarth           | 215,5 (12)  | 192,0 (19)  | 221,0 (4)  | 628,5  | 110,5             |
| 12.     | Melanie Faißt              | 212,0 (15)  | 215,0 (6)   | 199,5 (18) | 626,5  | 112,5             |
| 13.     | Eva Logar                  | 219,5 (11)  | 205,0 (11)  | 195,0 (19) | 619,5  | 119,5             |
| 13.     | Špela Rogelj               | 206,0 (18)  | 206,0 (10)  | 207,5 (12) | 619,5  | 119,5             |
| 15.     | Abby Hughes                | 212,5 (14)  | 192,0 (19)  | 210,0 (10) | 614,5  | 124,5             |
| 16.     | Bigna Windmüller           | 207,0 (17)  | 182,5 (23)  | 208,5 (11) | 598,0  | 141,0             |
| 17.     | Jenna Mohr                 | 209,5 (16)  | 196,5 (15)  | 186,5 (22) | 592,5  | 146,5             |
| 18.     | Ramona Straub              | 193,5 (25)  | 195,0 (17)  | 202,5 (16) | 591,0  | 148,0             |
| 19.     | Elena Runggaldier          | 226,5 (5)   | 191,5 (21)  | 168,5 (30) | 586,5  | 152,5             |
| 20.     | Caroline Espiau            | 185,0 (26)  | 187,5 (22)  | 201,0 (17) | 573,5  | 165,5             |
| 21.     | Michaela Doleželová        | 203,5 (19)  | 175,0 (26)  | 189,0 (20) | 567,5  | 171,5             |
| 22.     | Lisa Demetz                | 198,0 (22)  | 082,0 (33)  | 185,0 (23) | 465,0  | 274,0             |
| 23.     | Svenja Würth               | 196,0 (23)  | 083,0 (31)  | 183,0 (25) | 462,0  | 277,0             |
| 24.     | Gyda Enger                 | 078,5 (42)  | 177,0 (25)  | 174,5 (28) | 430,0  | 309,0             |
| 25.     | Salome Fuchs               | 182,0 (27)  | 158,5 (30)  | 085,5 (32) | 426,0  | 313,0             |
| 26.     | Julia Clair                | 065,0 (47)  | 167,0 (28)  | 188,5 (21) | 420,5  | 318,5             |
| 27.     | Evelyn Insam               |             | 206,5 (9)   | 212,5 (8)  | 419,0  | 320,0             |
| 28.     | Sabrina Windmüller         | 203,0 (20)  | 196,0 (16)  |            | 399,0  | 340,0             |
| 29.     | Roberta D'Agostina         | 196,0 (23)  | 193,0 (18)  |            | 389,0  | 350,0             |
| 30.     | Anna Häfele                | 178,0 (28)  | 182,5 (23)  |            | 360,5  | 378,5             |
| 31.     | Julia Kykkänen             | 093,0 (33)  | 078,5 (37)  | 176,0 (27) | 347,5  | 391,5             |
| 32.     | Cornelia Roider            | 091,5 (35)  | 082,0 (33)  | 173,0 (29) | 346,5  | 392,5             |
| 33.     | Manja Pograjc              | 082,5 (40)  | 163,5 (29)  | 078,0 (38) | 324,0  | 415,0             |
| 34.     | Anna Kienzer               | 172,0 (30)  | 068,5 (45)  | 066,0 (42) | 306,5  | 432,5             |
| 35.     | Franziska Schubert         | 094,0 (31)  | 173,5 (27)  |            | 267,5  | 471,5             |
| 36.     | Léa Lemare                 | 178,0 (28)  |             | 077,5 (39) | 255,5  | 483,5             |
| 37.     | Maren Lundby               | 090,5 (36)  | 081,5 (35)  | 080,5 (36) | 252,5  | 486,5             |
| 38.     | Anja Tepeš                 | 093,0 (33)  | 080,5 (36)  | 074,5 (40) | 248,0  | 491,0             |
| 39.     | Vladěna Pustková           | 086,5 (38)  | 074,5 (40)  | 084,5 (33) | 245,5  | 493,5             |
| 40.     | Karin Friberg              | 094,0 (31)  | 078,0 (39)  | 062,0 (43) | 234,0  | 505,0             |
| 41.     | Katharina Keil             | 073,0 (44)  | 078,5 (37)  | 080,0 (37) | 231,5  | 507,5             |
| 42.     | Barbara Stuffer            | 090,0 (37)  | 041,0 (57)  | 083,0 (34) | 214,0  | 525,0             |
| 43.     | Anna Rupprecht             | 199,0 (21)  |             |            | 199,0  | 540,0             |
| 44.     | Atsuko Tanaka              |             |             | 184,0 (24) | 184,0  | 555,0             |
| 45.     | Lara Thomae                |             |             | 182,5 (26) | 182,5  | 556,5             |
| 46.     | Melanie Häckert            | 083,0 (39)  | 083,0 (31)  |            | 166,0  | 573,0             |
| 47.     | Irina Taktajewa            |             | 074,0 (41)  | 083,0 (34) | 157,0  | 582,0             |
| 48.     | Lucienne Höppner           | 075,5 (43)  | 073,5 (42)  |            | 149,0  | 590,0             |
| 49.     | Katharina Althaus          | 080,5 (41)  | 064,5 (47)  |            | 145,0  | 594,0             |
| 50.     | Esther Steindl             | 063,5 (48)  | 052,5 (51)  | 024,5 (48) | 140,5  | 598,5             |
| 51.     | Lucie Míková               |             | 067,5 (46)  | 071,5 (41) | 139,0  | 600,0             |
| 52.     | Lea Wallewein              | 066,0 (46)  | 069,0 (44)  |            | 135,0  | 604,0             |
| 53.     | Clara Gritsch              | 050,5 (51)  | 039,5 (55)  | 041,0 (47) | 131,0  | 608,0             |
| 54.     | Elisa Gronau               | 070,5 (45)  | 056,0 (50)  |            | 126,5  | 612,5             |
| 55.     | Veronica Gianmoena         | 041,5 (52)  | 033,0 (56)  | 047,0 (45) | 121,5  | 617,5             |
| 56.     | Sarah Pöppel               | 061,0 (49)  | 057,0 (49)  |            | 118,0  | 621,0             |
| 57.     | Jenny Löffler              | 041,5 (52)  | 073,5 (42)  |            | 115,0  | 624,0             |
| 58.     | Verena Pock                | 053,0 (50)  | 047,5 (52)  |            | 100,5  | 638,5             |
| 59.     | Anastasija Gładyszewa      |             | 044,0 (53)  | 042,0 (46) | 086,0  | 653,0             |
| 59.     | Wendy Vuik                 |             |             | 086,0 (31) | 086,0  | 653,0             |
| 61.     | Veronika Zobel             |             | 060,5 (48)  |            | 060,5  | 678,5             |
| 62.     | Marija Zotowa              |             |             | 053,0 (44) | 053,0  | 686,0             |

## Składy reprezentacji
Poniższa tabela zawiera składy wszystkich dziewięciu reprezentacji, które uczestniczyły w FIS Ladies Winter Tournee 2010. W nawiasie obok nazwy kraju podana została liczba zawodniczek z poszczególnych państw. W tabeli przedstawiono wyniki zajmowane przez zawodniczki we wszystkich konkursach oraz miejsca w poprzedniej edycji turnieju.
| Zawodniczka                | Data urodzenia       | Miejsce w FLGP 2008 | Starty w FLWT 2010 | Starty w FLWT 2010 | Starty w FLWT 2010 | Źródło |
| Zawodniczka                | Data urodzenia       | Miejsce w FLGP 2008 | Baiersbronn        | Baiersbronn        | Schonach           | Źródło |
| -------------------------- | -------------------- | ------------------- | ------------------ | ------------------ | ------------------ | ------ |
| Austria (8)                |                      |                     |                    |                    |                    |        |
| Clara Gritsch              | 26 lutego 1993       | –                   | 51                 | 55                 | 47                 | [ 22 ] |
| Daniela Iraschko           | 21 listopada 1983    | 5                   | 2                  | 1                  | 1                  | [ 23 ] |
| Katharina Keil             | 19 kwietnia 1993     | –                   | 44                 | 37                 | 37                 | [ 24 ] |
| Anna Kienzer               | 18 lipca 1990        | 54                  | 30                 | 45                 | 42                 | [ 25 ] |
| Verena Pock                | 6 grudnia 1993       | 48                  | 50                 | 52                 | –                  | [ 26 ] |
| Cornelia Roider            | 9 lipca 1994         | –                   | 35                 | 33                 | 29                 | [ 27 ] |
| Jacqueline Seifriedsberger | 20 stycznia 1991     | 15                  | 7                  | 12                 | 6                  | [ 28 ] |
| Esther Steindl             | 10 lutego 1991       | 61                  | 48                 | 51                 | 48                 | [ 29 ] |
| Czechy (3)                 |                      |                     |                    |                    |                    |        |
| Michaela Doleželová        | 12 lipca 1994        | 51                  | 19                 | 26                 | 20                 | [ 30 ] |
| Lucie Míková               | 21 września 1994     | 57                  | –                  | 46                 | 41                 | [ 31 ] |
| Vladěna Pustková           | 11 lipca 1992        | 52                  | 38                 | 40                 | 33                 | [ 32 ] |
| Finlandia (1)              |                      |                     |                    |                    |                    |        |
| Julia Kykkänen             | 17 kwietnia 1994     | –                   | 33                 | 37                 | 27                 | [ 33 ] |
| Francja (4)                |                      |                     |                    |                    |                    |        |
| Julia Clair                | 20 marca 1994        | –                   | 47                 | 28                 | 21                 | [ 34 ] |
| Caroline Espiau            | 29 września 1992     | 50                  | 26                 | 22                 | 17                 | [ 35 ] |
| Léa Lemare                 | 21 czerwca 1996      | –                   | 28                 | –                  | 39                 | [ 36 ] |
| Coline Mattel              | 3 listopada 1995     | 59                  | 9                  | 14                 | 7                  | [ 37 ] |
| Holandia (2)               |                      |                     |                    |                    |                    |        |
| Lara Thomae                | 29 kwietnia 1993     | 46                  | –                  | –                  | 26                 | [ 38 ] |
| Wendy Vuik                 | 25 listopada 1988    | 38                  | –                  | –                  | 31                 | [ 39 ] |
| Kanada (1)                 |                      |                     |                    |                    |                    |        |
| Atsuko Tanaka              | 25 stycznia 1992     | 3                   | –                  | –                  | 24                 | [ 40 ] |
| Niemcy (19)                |                      |                     |                    |                    |                    |        |
| Katharina Althaus          | 23 maja 1996         | –                   | 41                 | 47                 | –                  | [ 41 ] |
| Melanie Faißt              | 12 lutego 1990       | 37                  | 15                 | 6                  | 18                 | [ 42 ] |
| Ulrike Gräßler             | 17 maja 1987         | 6                   | 8                  | 3                  | 5                  | [ 43 ] |
| Elisa Gronau               | 5 lipca 1990         | –                   | 45                 | 50                 | –                  | [ 44 ] |
| Melanie Häckert            | 2 września 1994      | –                   | 39                 | 31                 | –                  | [ 45 ] |
| Anna Häfele                | 26 czerwca 1989      | 18                  | 28                 | 23                 | –                  | [ 46 ] |
| Lucienne Höppner           | 20 lipca 1994        | –                   | 43                 | 42                 | –                  | [ 47 ] |
| Jenny Löffler              | 6 kwietnia 1991      | 47                  | 52                 | 42                 | –                  | [ 48 ] |
| Jenna Mohr                 | 15 kwietnia 1987     | 13                  | 16                 | 15                 | 22                 | [ 49 ] |
| Sarah Pöppel               | 3 marca 1994         | 65                  | 49                 | 49                 | –                  | [ 50 ] |
| Anna Rupprecht             | 29 grudnia 1996      | –                   | 21                 | –                  | –                  | [ 51 ] |
| Magdalena Schnurr          | 25 marca 1992        | 4                   | 12                 | 7                  | 14                 | [ 52 ] |
| Franziska Schubert         | 28 lipca 1993        | –                   | 31                 | 27                 | –                  | [ 53 ] |
| Juliane Seyfarth           | 19 lutego 1990       | 17                  | 12                 | 19                 | 4                  | [ 54 ] |
| Ramona Straub              | 19 września 1993     | 45                  | 25                 | 17                 | 16                 | [ 55 ] |
| Carina Vogt                | 5 lutego 1992        | 19                  | 1                  | 8                  | 2                  | [ 56 ] |
| Lea Wallewein              | 5 października 1992  | 53                  | 46                 | 44                 | –                  | [ 57 ] |
| Svenja Würth               | 20 sierpnia 1993     | 34                  | 23                 | 31                 | 25                 | [ 58 ] |
| Veronika Zobel             | 10 listopada 1994    | –                   | –                  | 48                 | –                  | [ 59 ] |
| Norwegia (4)               |                      |                     |                    |                    |                    |        |
| Gyda Enger                 | 14 stycznia 1993     | 12                  | 42                 | 25                 | 28                 | [ 60 ] |
| Line Jahr                  | 16 stycznia 1984     | 29                  | 4                  | 4                  | 8                  | [ 61 ] |
| Maren Lundby               | 7 września 1994      | –                   | 36                 | 35                 | 36                 | [ 62 ] |
| Anette Sagen               | 10 stycznia 1985     | 1                   | 3                  | 2                  | 3                  | [ 63 ] |
| Rosja (3)                  |                      |                     |                    |                    |                    |        |
| Anastasija Gładyszewa      | 27 listopada 1987    | –                   | –                  | 53                 | 46                 | [ 64 ] |
| Irina Taktajewa            | 14 września 1991     | –                   | –                  | 41                 | 34                 | [ 65 ] |
| Marija Zotowa              | 7 stycznia 1984      | 55                  | –                  | –                  | 44                 | [ 66 ] |
| Słowenia (4)               |                      |                     |                    |                    |                    |        |
| Eva Logar                  | 8 marca 1991         | 21                  | 11                 | 11                 | 19                 | [ 67 ] |
| Manja Pograjc              | 20 stycznia 1994     | 14                  | 40                 | 29                 | 38                 | [ 68 ] |
| Špela Rogelj               | 8 listopada 1994     | –                   | 18                 | 10                 | 12                 | [ 69 ] |
| Anja Tepeš                 | 27 lutego 1991       | –                   | 33                 | 36                 | 40                 | [ 70 ] |
| Stany Zjednoczone (4)      |                      |                     |                    |                    |                    |        |
| Karin Friberg              | 17 listopada 1989    | 43                  | 31                 | 39                 | 43                 | [ 71 ] |
| Abby Hughes                | 21 czerwca 1989      | –                   | 14                 | 19                 | 10                 | [ 72 ] |
| Jessica Jerome             | 8 lutego 1987        | 10                  | 10                 | 5                  | 13                 | [ 73 ] |
| Alissa Johnson             | 28 maja 1987         | 36                  | 6                  | 13                 | 15                 | [ 74 ] |
| Szwajcaria (3)             |                      |                     |                    |                    |                    |        |
| Salome Fuchs               | 13 grudnia 1993      | 39                  | 27                 | 30                 | 32                 | [ 75 ] |
| Bigna Windmüller           | 27 lutego 1991       | 9                   | 32                 | 25                 | 23                 | [ 76 ] |
| Sabrina Windmüller         | 13 października 1987 | 32                  | 20                 | 16                 | –                  | [ 77 ] |
| Włochy (6)                 |                      |                     |                    |                    |                    |        |
| Lisa Demetz                | 21 maja 1989         | 7                   | 22                 | 33                 | 23                 | [ 78 ] |
| Roberta D'Agostina         | 17 sierpnia 1991     | 40                  | 23                 | 18                 | –                  | [ 79 ] |
| Veronica Gianmoena         | 25 października 1995 | –                   | 52                 | 56                 | 45                 | [ 80 ] |
| Evelyn Insam               | 10 lutego 1994       | 42                  | –                  | 9                  | 8                  | [ 81 ] |
| Elena Runggaldier          | 10 lipca 1990        | 28                  | 5                  | 21                 | 30                 | [ 82 ] |
| Barbara Stuffer            | 7 września 1989      | 41                  | 37                 | 57                 | 34                 | [ 83 ] |

## Klasyfikacja Pucharu Kontynentalnego po zakończeniu turnieju
Po rozegraniu konkursów FIS Ladies Winter Tournee na prowadzeniu w Pucharze Kontynentalnym umocniła się Daniela Iraschko, która o 184 punkty wyprzedzała Anette Sagen i o 237 punktów – Ulrike Gräßler. Poniżej znajduje się klasyfikacja generalna Pucharu Kontynentalnego po przeprowadzeniu dziesięciu konkursów indywidualnych.
| Klasyfikacja generalna PK po FIS Ladies Winter Tournee | Klasyfikacja generalna PK po FIS Ladies Winter Tournee | Klasyfikacja generalna PK po FIS Ladies Winter Tournee | Klasyfikacja generalna PK po FIS Ladies Winter Tournee | Klasyfikacja generalna PK po FIS Ladies Winter Tournee |
| Miejsce                                                | Zawodniczka                                            | Reprezentacja                                          | Punkty                                                 | Strata do liderki                                      |
| ------------------------------------------------------ | ------------------------------------------------------ | ------------------------------------------------------ | ------------------------------------------------------ | ------------------------------------------------------ |
| 1.                                                     | Daniela Iraschko                                       | Austria                                                | 784                                                    | –                                                      |
| 2.                                                     | Anette Sagen                                           | Norwegia                                               | 640                                                    | 144                                                    |
| 3.                                                     | Ulrike Gräßler                                         | Niemcy                                                 | 597                                                    | 187                                                    |
| 4.                                                     | Line Jahr                                              | Norwegia                                               | 375                                                    | 409                                                    |
| 5.                                                     | Jacqueline Seifriedsberger                             | Austria                                                | 295                                                    | 489                                                    |
| 6.                                                     | Sarah Hendrickson                                      | Stany Zjednoczone                                      | 270                                                    | 514                                                    |
| 7.                                                     | Juliane Seyfarth                                       | Niemcy                                                 | 269                                                    | 515                                                    |
| 8.                                                     | Eva Logar                                              | Słowenia                                               | 258                                                    | 526                                                    |
| 9.                                                     | Melanie Faißt                                          | Niemcy                                                 | 225                                                    | 559                                                    |
| 10.                                                    | Carina Vogt                                            | Niemcy                                                 | 212                                                    | 572                                                    |
| 11.                                                    | Alissa Johnson                                         | Stany Zjednoczone                                      | 210                                                    | 574                                                    |
| 12.                                                    | Evelyn Insam                                           | Włochy                                                 | 202                                                    | 582                                                    |
| 13.                                                    | Jessica Jerome                                         | Stany Zjednoczone                                      | 188                                                    | 596                                                    |
| 14.                                                    | Sara Takanashi                                         | Japonia                                                | 170                                                    | 614                                                    |
| 15.                                                    | Bigna Windmüller                                       | Szwajcaria                                             | 156                                                    | 628                                                    |
| 16.                                                    | Špela Rogelj                                           | Słowenia                                               | 150                                                    | 634                                                    |
| 17.                                                    | Abby Hughes                                            | Stany Zjednoczone                                      | 130                                                    | 654                                                    |
| 18.                                                    | Sabrina Windmüller                                     | Szwajcaria                                             | 122                                                    | 662                                                    |
| 19.                                                    | Jenna Mohr                                             | Niemcy                                                 | 108                                                    | 676                                                    |
| 20.                                                    | Ayumi Watase                                           | Japonia                                                | 102                                                    | 682                                                    |
| 21.                                                    | Michaela Doleželová                                    | Czechy                                                 | 98                                                     | 686                                                    |
| 22.                                                    | Yūki Itō                                               | Japonia                                                | 95                                                     | 689                                                    |
| 23.                                                    | Lisa Demetz                                            | Włochy                                                 | 87                                                     | 697                                                    |
| 24.                                                    | Coline Mattel                                          | Francja                                                | 83                                                     | 701                                                    |
| 24.                                                    | Rieko Kanai                                            | Japonia                                                | 83                                                     | 701                                                    |
| 26.                                                    | Helena Olsson Smeby                                    | Norwegia                                               | 77                                                     | 707                                                    |
| 27.                                                    | Magdalena Schnurr                                      | Niemcy                                                 | 76                                                     | 708                                                    |
| 28.                                                    | Elena Runggaldier                                      | Włochy                                                 | 74                                                     | 710                                                    |
| 29.                                                    | Anna Häfele                                            | Niemcy                                                 | 54                                                     | 730                                                    |
| 30.                                                    | Gyda Enger                                             | Norwegia                                               | 41                                                     | 743                                                    |
| 31.                                                    | Ramona Straub                                          | Niemcy                                                 | 35                                                     | 749                                                    |
| 32.                                                    | Caroline Espiau                                        | Francja                                                | 28                                                     | 756                                                    |
| 33.                                                    | Katharina Keil                                         | Austria                                                | 24                                                     | 760                                                    |
| 33.                                                    | Lara Thomae                                            | Holandia                                               | 24                                                     | 760                                                    |
| 35.                                                    | Julia Kykkänen                                         | Finlandia                                              | 22                                                     | 762                                                    |
| 36.                                                    | Roberta D'Agostina                                     | Włochy                                                 | 21                                                     | 763                                                    |
| 37.                                                    | Wendy Vuik                                             | Holandia                                               | 17                                                     | 767                                                    |
| 38.                                                    | Svenja Würth                                           | Niemcy                                                 | 14                                                     | 770                                                    |
| 39.                                                    | Julia Clair                                            | Francja                                                | 13                                                     | 771                                                    |
| 40.                                                    | Anja Tepeš                                             | Słowenia                                               | 11                                                     | 773                                                    |
| 41.                                                    | Anna Rupprecht                                         | Niemcy                                                 | 10                                                     | 774                                                    |
| 42.                                                    | Atsuko Tanaka                                          | Kanada                                                 | 7                                                      | 777                                                    |
| 43.                                                    | Irina Taktajewa                                        | Rosja                                                  | 6                                                      | 778                                                    |
| 43.                                                    | Maren Lundby                                           | Norwegia                                               | 6                                                      | 778                                                    |
| 45.                                                    | Salome Fuchs                                           | Szwajcaria                                             | 5                                                      | 779                                                    |
| 46.                                                    | Franziska Schubert                                     | Niemcy                                                 | 4                                                      | 780                                                    |
| 46.                                                    | Cornelia Roider                                        | Norwegia                                               | 4                                                      | 780                                                    |
| 48.                                                    | Léa Lemare                                             | Francja                                                | 3                                                      | 781                                                    |
| 49.                                                    | Manja Pograjc                                          | Słowenia                                               | 2                                                      | 782                                                    |
| 49.                                                    | Silje Sprakehaug                                       | Norwegia                                               | 2                                                      | 782                                                    |
| 51.                                                    | Vladěna Pustková                                       | Czechy                                                 | 1                                                      | 783                                                    |
| 51.                                                    | Anna Kienzer                                           | Austria                                                | 1                                                      | 783                                                    |